# Concordia Selander

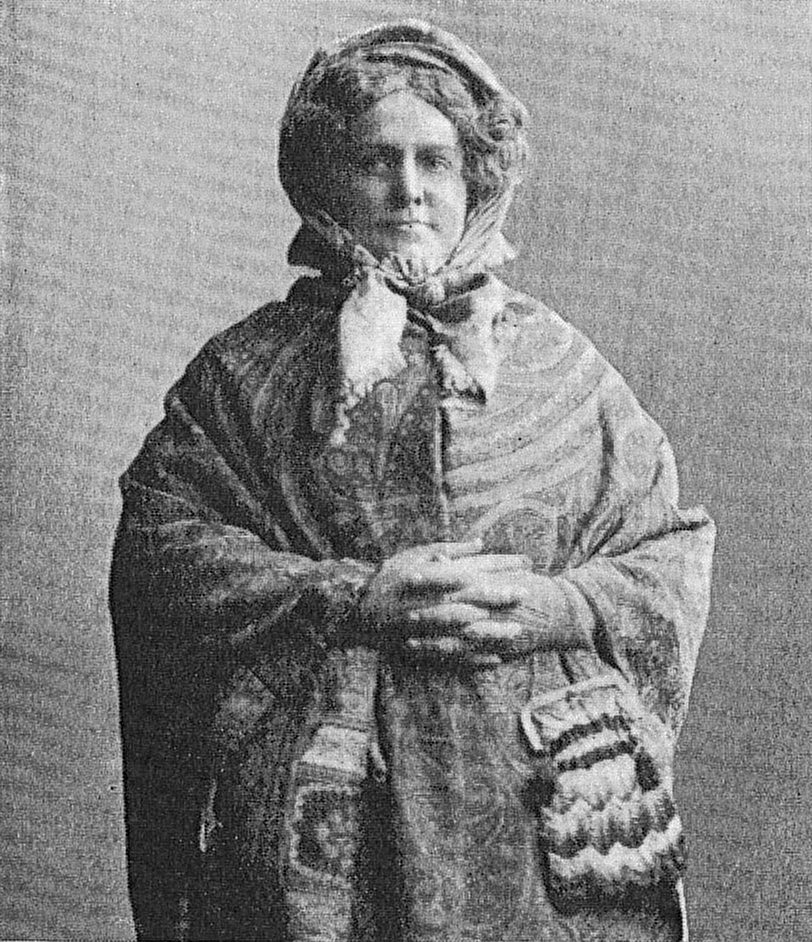
Concordia Selander a l'obra Gamla goda tiden

Concordia Selander (2 de juny de 1861 – 31 de març de 1935) fou una actriu i directora teatral de nacionalitat sueca.

## Biografia
Nascuda a Arboga, Suècia, el seu nom complet era Concòrdia Cornelia Johanna Hård. Selander,  El seu pare era un fabricant d'instruments.
Concòrdia es va formar a l'escola de ballet de l'Òpera Reial d'Estocolm entre 1874 i 1880, completant els seus estudis a l'escola d'interpretació del Teatre Dramaten entre 1878 i 1883.
Va treballar al Stora teatern de Göteborg entre 1883 i 1885, formant part de diverses companyies teatrals itinerants en el període que va de 1885 a 1888. Aquest mateix any i el següent va treballar amb el Svenska teatern d'Estocolm.
L'any 1887 es va casar amb Hjalmar Selander, dirigint el matrimoni durant diversos anys la Companyia Teatral 
Selander. A partir de 1889 va actuar principalment en aquesta companyia, encara que també va fer diversos papers cinematogràfics.
Entre els seus papers més destacats figuren els de Josefina a Öfvermakt, la Senyora Reinecke a Ära, la Senyora Hergentheim a Fjärilsstriden, Senyora Sprättengren a En fiffig spekulation, Senyora Mörk a Sparlakanslexor, Ane a Geografi och kärlek i Bella Morin a Ett litet troll.
Concòrdia Selander va morir l'any 1935 a Täby, Suècia, Va ser enterrada al Cementiri Norra begravningsplatsen d'Estocolm.

## Teatre (selecció)
- 1888: Kärlek, d'Edvard Brandes, Vasateatern[2]
- 1889: Byråkraten, de Gustav von Moser, Svenska teatern, Estocolm[3]
- 1889: Eva, de Richard Voss, Svenska teatern, Estocolm[4]
- 1889: Kejsarens nya kläder, de Charles Kjerulf, Svenska teatern, Estocolm[5]
- 1927: Håkansbergsleken, d'Einar Holmberg, escenografia d'Harry Roeck-Hansen, Blancheteatern[6]
- 1927: Livets gång, de Clemence Dane, escenografia d'Harry Roeck-Hansen, Blancheteatern.[7]
- 1928: Domprosten Bomander, de Mikael Lybeck, escenografia d'Harry Roeck-Hansen, Blancheteatern[8]
- 1929: Såna barn, de Maxwell Anderson, escenografia d'Erik "Bullen" Berglund, Blancheteatern[9]
- 1929: Maya, de Simon Gantillon, escenografia d'Harry Roeck-Hansen, Blancheteatern[10]
- 1929: Skiljas, de Clemence Dane, escenografia d'Harry Roeck-Hansen, Blancheteatern[11]
- 1929: Cocktails, de Leslie Howard, escenografia d'Harry Roeck-Hansen, Blancheteatern[12]
- 1930: Ett dubbelliv, de Henri-René Lenormand, escenografia d'Harry Roeck-Hansen, Blancheteatern[13]
- 1930: Den heliga lågan, de W. Somerset Maugham, escenografia d'Harry Roeck-Hansen, Blancheteatern<[14]
- 1931: Moderskärlek, d'August Strindberg, escenografia d'Harry Roeck-Hansen, Blancheteatern[15]
- 1931: Lidelser, de August Villeroy, escenografia de Sture Baude, Blancheteatern[16]
- 1931: Vägen framåt, de Helge Krog, escenografia d'Harry Roeck-Hansen, Blancheteatern[17]
- 1931: Till polisens förfogande, de Max Alsberg i Otto Ernst Hesse, escenografia d'Harry Roeck-Hansen, Blancheteatern[18]

## Filmografia
- 1917: Tösen från Stormyrtorpet
- 1917: Förstadsprästen
- 1919: Herr Arnes pengar
- 1920: Mästerman
- 1921: Körkarlen
- 1921: Vallfarten till Kevlaar
- 1923: Gunnar Puts saga
- 1925: Karl XII de l'II
- 1931: Brokiga blad
- 1932: Landskamp